# Europium(III)oxide
Europium(III)oxide is een niet-toxisch oxide van europium en heeft als brutoformule Eu2O3. De stof komt voor als een wit poeder, dat quasi-onoplosbaar is in water.

## Synthese
Europium(III)oxide kan bereid worden door de directe verbranding van europium met zuurstofgas:
{\displaystyle {\ce {4Eu + 3O2 -> 2Eu2O3}}}

## Toepassingen
Europium(III)oxide wordt veel gebruikt in kathodestraalbuizen als rode of blauwe fluorescerende stof. Verder is het een activator voor fluorescerende stoffen die gebaseerd zijn op yttrium en het vindt toepassingen in de glasindustrie om fluorescerend glas te maken.

## Kristalstructuur
Europium(III)oxide kan voorkomen in twee kristalstructuren: een monoklien en een kubisch.